# ヘレン・ケイン
ヘレン・ケイン（Helen Kane、1904年8月4日－1966年9月26日）は、1920年代に活躍したアメリカ合衆国の女性歌手、女優。ベティ・ブープのモデルとして知られる。

## 代表曲
「I Wanna Be Loved By You（あなたから愛されたいの）」。のちにマリリン・モンローが映画『お熱いのがお好き』でカバーした。

## 幼少期
ヘレン・クレア・シュローダーとして生まれる。ケインは、ブロンクスでセント・アンセルメ教区学校に通った。三人の子供達の末っ子だった。父ルイス・シュローダーはドイツ移民の息子で、途切れ途切れにしか仕事に就くことができなかった。母エレン（旧姓ディクソン）はアイルランド移民で、クリーニング屋で働いていた。
ケインの母親は、ケインが最初に学校の演劇で女王役を演じるのに際して、娘の衣装代の3ドルを払うのにいやいや払うような母親だった。ケインは、15歳になるまでに、プロとして舞台に立つようになっていた。そしてマルクス兄弟と共に「オーフィアム・サーキット（劇場と映画館のチェーン）」をまわって『オン・ザ・バルコニー』に出演していた。
ケインは、1920年代初頭を劇場で歌手として、またラインダンスを踊るダンサーとして『オール・ジャズ・レヴュー』と呼ばれる契約を劇場ごとに結びながら巡業していた。1921年にはニューヨークパレスに初めて出演している。『スターズ・オヴ・ザ・フューチャー』が1922年から1924年にかけて上演され、この演目への出演とともにケインのブロードウェイ時代が始まった（1927年に短期間再演された）。女性の三人組みで舞台上で歌うこともあった。最初はハミルトン・シスターズ・アンド・フォーディスという名前で出演していたが、後にザ・スリー・エックス・シスターズとして知られた。
1920年代初期のケインのルームメイトがジェシー・フォーディスだった。三人組みの歌手はハミルトン・シスターズ・アンド・シュローダーとなっていたかもしれない。しかし、パール・ハミルトンは、フォーディスのほうを三人組みの仲間として選んだのである。『何が起きるか乞うご期待』ということで、劇場の流行も終わりの頃になって歌手三人組の巡業に出たのである。

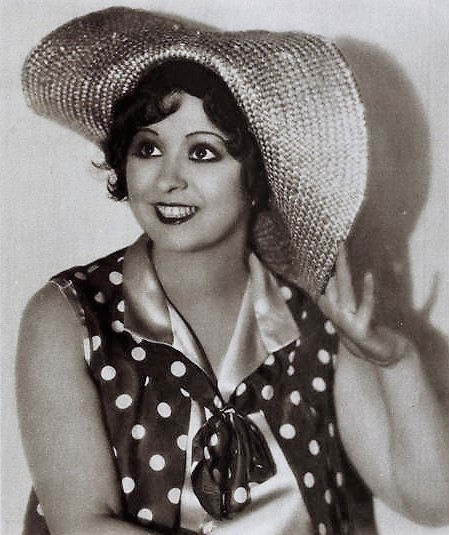
1930年
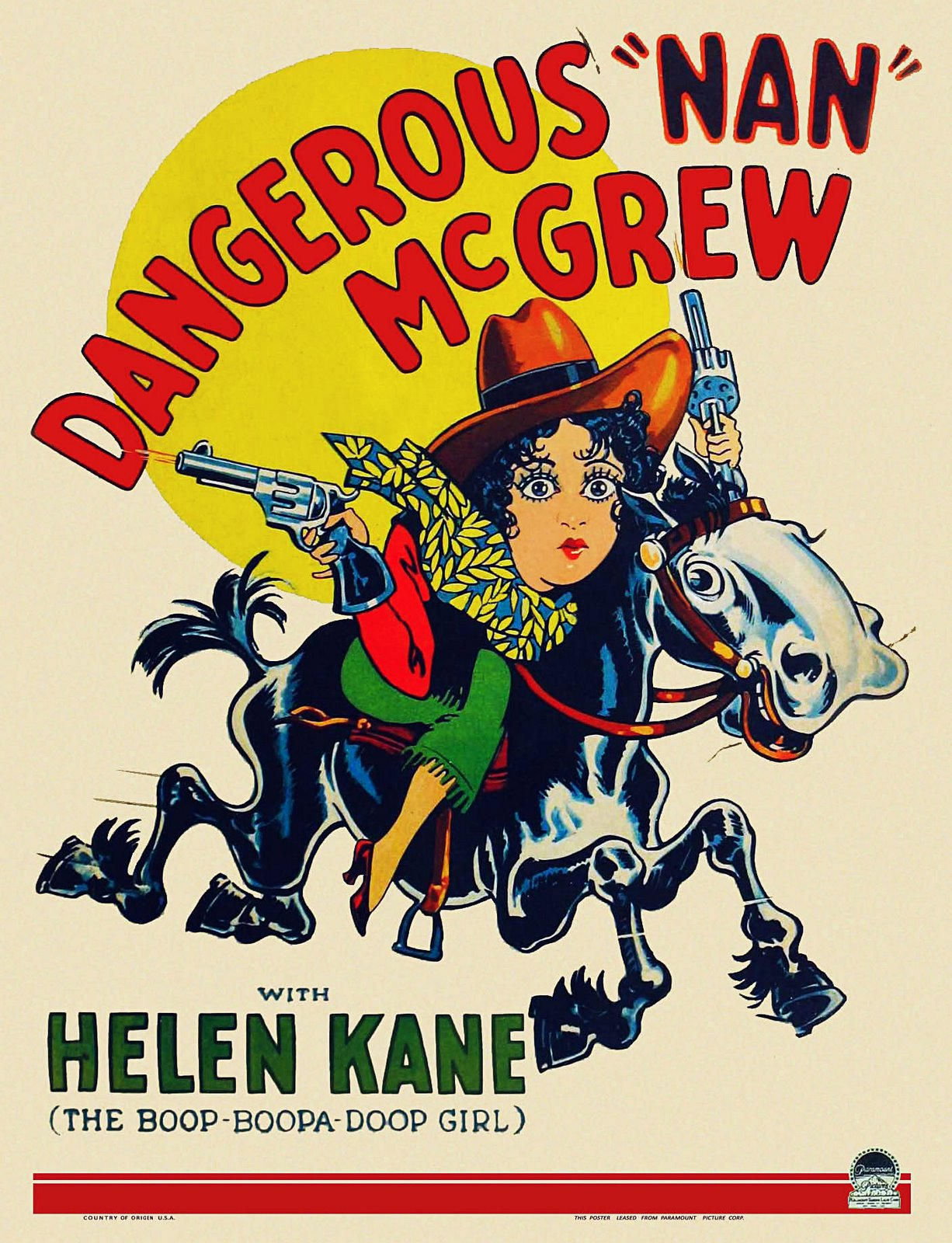
映画「ピストル娘（英語版）」ポスター
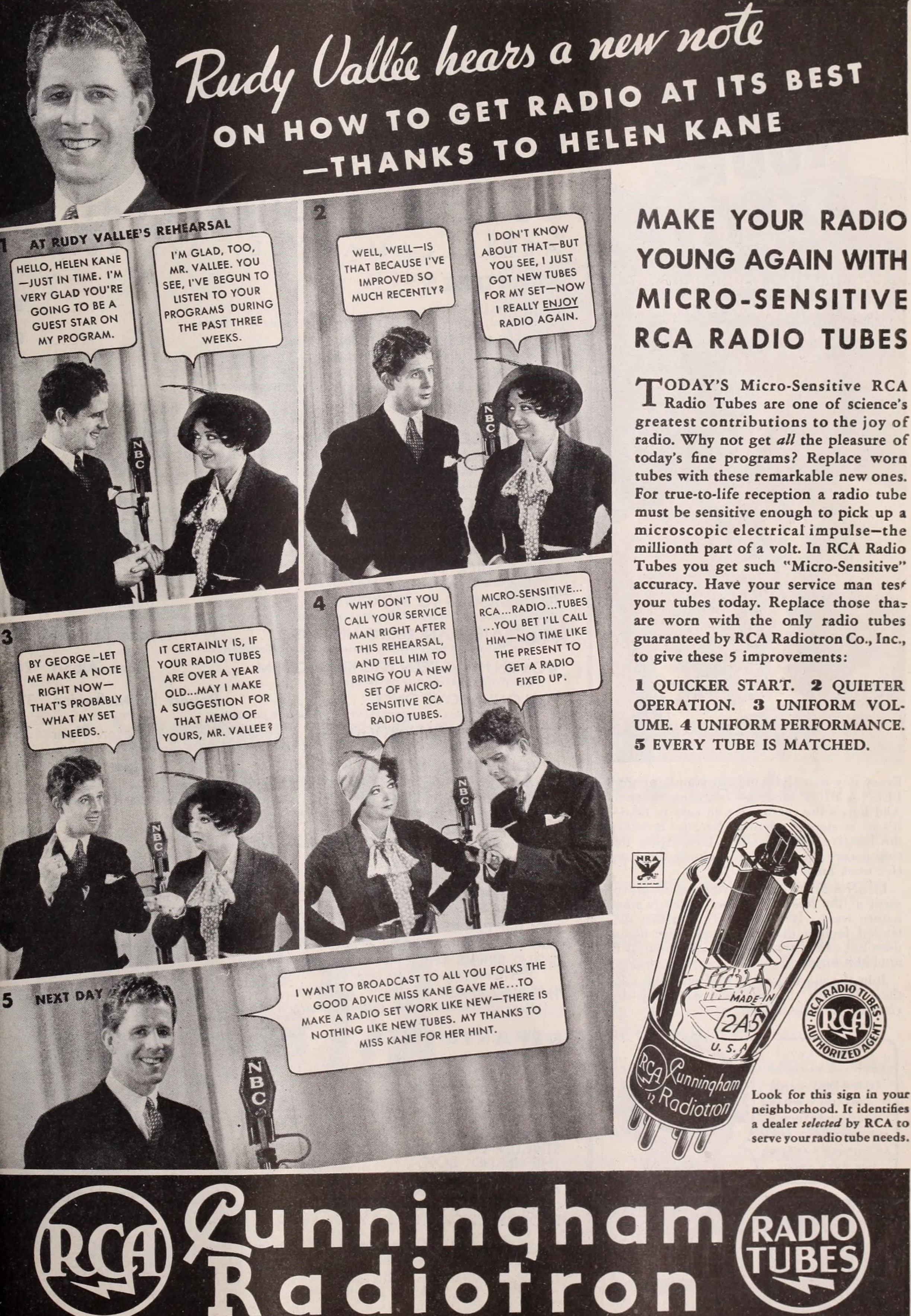
RCA社のラジオトロン（スペイン語版）（家庭用ラジオ受信機用の真空管）の広告(1934 年)

## ベティのモデル

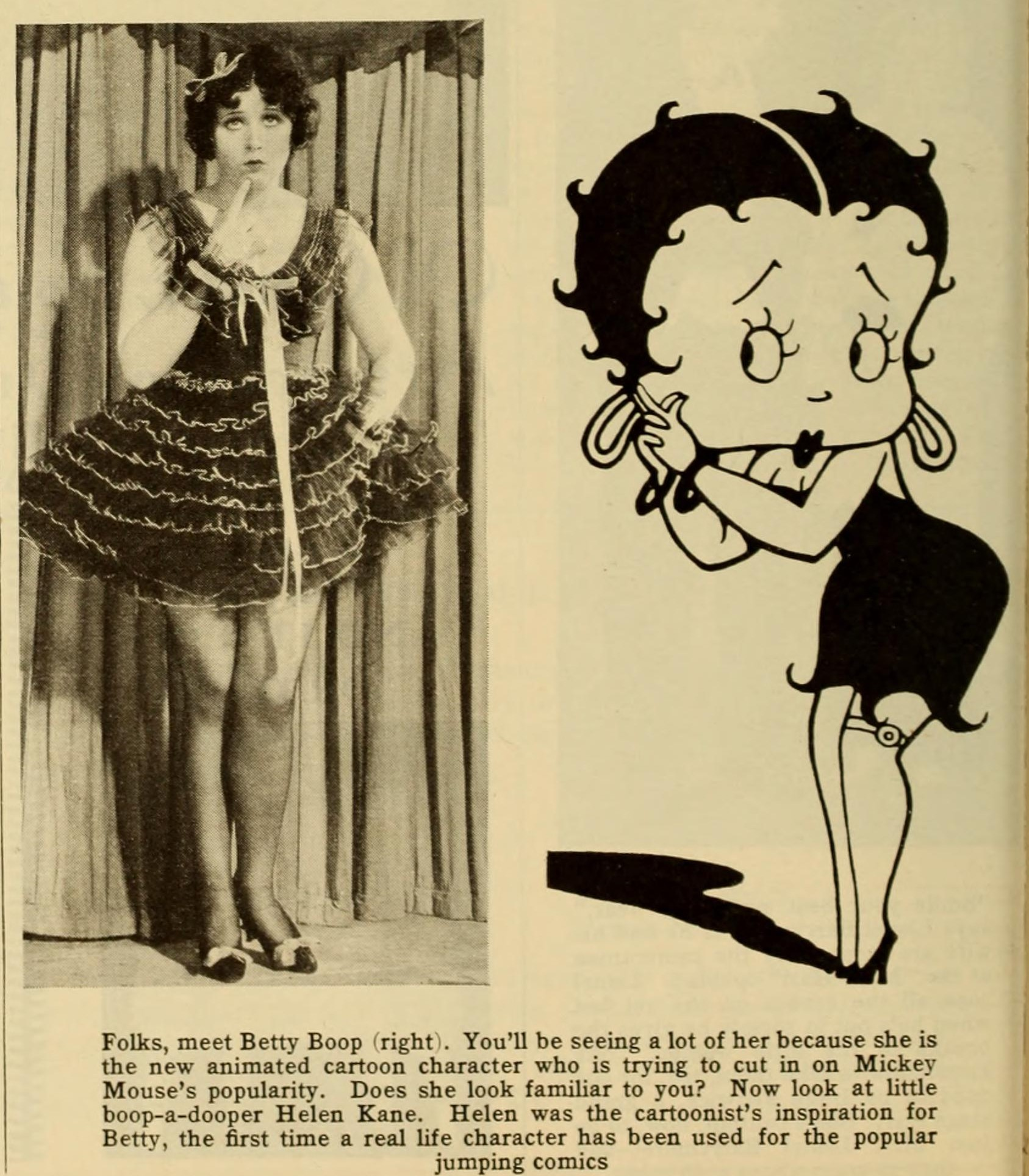
『Photoplay』誌に掲載された比較画像 1932年4月号

ケインの声と外見は、フライシャー・スタジオのアニメ制作者グリム・ナットウィックにとって、「ベティ・ブープ」を生み出そうとしていた時にまさに良いお手本となった。しかし、アニメ誕生の契機となった可能性のあるもう一人の女性として、クララ・ボウを挙げることもある。
ケインは1932年5月に自身の容姿や歌声のイメージを悪用したとしてナットウィックとパラマウント映画を相手取り侵害訴訟を起こした。

## 参照